# Dracaena cinnabari
Dracaena cinnabari, l'arbre de la sang de drago de Socotra, és una espècie de planta del gènere Dracaena, planta nadiua de les illes de Socotra, al Iemen.

## Taxonomia
La primera descripció científica de D. cinnabari, la va fer el lloctinent Wellsted de l'East India Company el 1835. L'any 1882, el botànic Isaac Bayley Balfour en va fer una descripció formal i li va posar el nom a Dracaena cinnabari. De les 60 a 100 espècies del gènere Dracaena, D. cinnabari és una de les només 6 espècies que són arborescents.

## Descripció

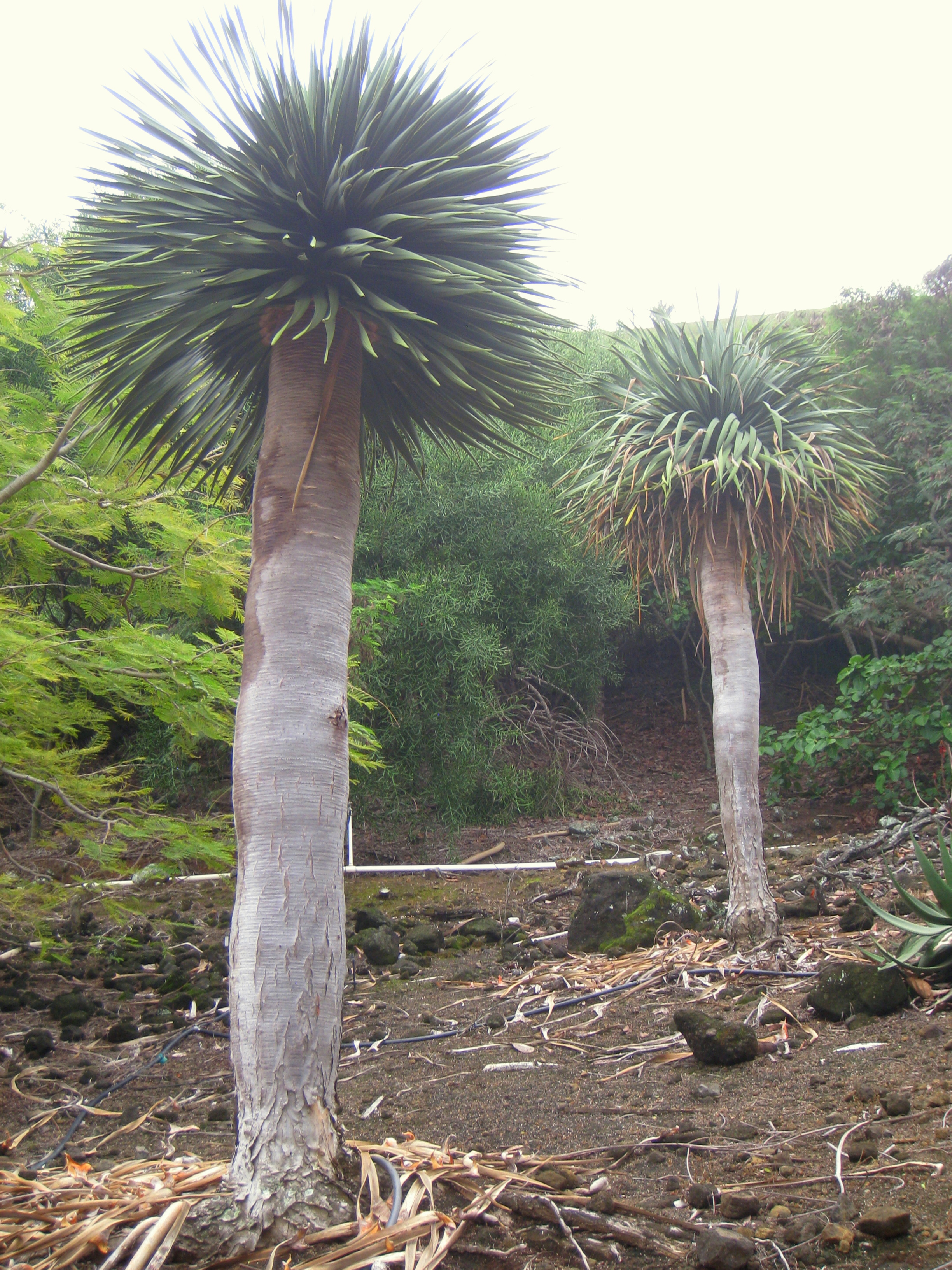
Dracaena cinnabari al Koko Crater Botanical Garden, Honolulu, Hawaii

Aquesta espècie de planta és la més famosa de l'illa de Socotra. Té una forma estranya, amb una capçada com una umbel·la. És perennifòlia i té una resina de color vermell fosc, per això rep el nom comú de sang de drago.
És una planta monocotiledònia, però al contrari que la majoria d'aquest tipus de plantes té l'anomenat creixement secundari i fins i tot té zones que semblen anells de creixement. Només té fulles al final de les branques joves.
Els seus fruits són petites baies carnoses que contenen d'1 a 3 llavors. Les baies són consumides per ocells com l'Onychognatus.

## Evolució
Com altres plantes de Socotra, D. cinnabari es creu que deriva del la flora de Tethyana. Es considera relicte dels boscos subtropicals laurasians del Mio-Pliocè, actualment gairebé extint pel dessecament del nord d'Àfrica.

## Usos
La sang de drago es fa servir com a estimulant i abortiu. L'arrel proporciona una goma resina usada com a estimulant, astringent i com a pasta de dents. L'arrel es fa servir contra el reuma i les fulles són carminatives.
En l'antiguitat aquesta resina o sang de drago era molt preuada i usada en l'alquímia.
També aquesta resina es va fer servir com a vernís per als violins italians.

## Amenaces
Malgrat que aquesta planta estava molt estesa, actualment el seu hàbitat s'ha fragmentat. Es pronostica un descens de l'hàbitat en un 45% per a l'any 2080.
El lloc més preservat per a Dracaena cinnabari és un altiplà anomenat Rokeb di Firmihin, amb 540 ha.
La flora de Socotra és considerada Patrimoni de la Humanitat.